# Little Eva
Little Eva, pseudonimo di Eva Narcissus Boyd (Belhaven, 29 giugno 1943 – New York, 10 aprile 2003), è stata una cantante statunitense.
Viene principalmente ricordata per la hit internazionale The Loco-Motion (1962).

## Biografia
Nata nel 1943 a Belhaven, nella Carolina del Nord, ancora piccola si trasferì a Brooklyn dove fu assunta come cameriera e bambinaia presso i due celebri compositori, Carole King e Gerry Goffin, i quali, affascinati dal suo modo di ballare scrissero per lei The Loco-Motion. Il produttore Don Kirshner fu colpito dalla canzone e dalla voce di Eva e pubblicò la canzone. Il singolo ebbe un successo immediato raggiungendo il primo posto nella classifica statunitense Billboard Hot 100 ed in Norvegia per due settimane e terza in Olanda nel 1962. Venne anche interpretata da vari artisti, tra i quali gli ancora sconosciuti Beatles (che la eseguirono dal vivo senza però mai inciderla), Grand Funk Railroad (1974), Kylie Minogue (1987) e Claudia Mori (con il titolo Quello che ti dico, 2009). Altri suoi successi comprendono Keep Your Hands Off My Baby (1962), Some Kinda Wonderful (1962), Let's Turkey Trot (1963) e He is the Boy (1963), di cui fu fatta una cover cantata da Milena Cantù con il titolo Eh!, già (lasciami entrare) (1964).
Continuò a tenere concerti e a pubblicare singoli per tutti gli anni sessanta ma poco più tardi, durante la metà del decennio, il suo potenziale commerciale diminuì.
Nel 1971 si ritirò dalla scena musicale per ritornarvi alla fine degli anni ottanta facendo concerti occasionali con altri artisti degli anni sessanta e registrando ogni tanto qualche nuova canzone.
Proseguì con i suoi spettacoli finché non le fu diagnosticato un cancro alla cervice nel 2001 che la portò alla morte il 10 aprile del 2003, all'età di 59 anni.

## Discografia
Album in studio
- 1962 - The Loco-Motion
- 1989 - Back on Track
- 1995 - Tasty Blues

Raccolte
- 1988 - The best of Little Eva
- 2001 - Llll-Little Eva!: The Complete Dimension Recordings